# Південноамериканський театр військових дій Семирічної війни
Південноамериканський театр військових дій Семирічної війни був периферійним по відношенню до інших ділянок військових дій Семирічної війни.
Фактично в рамках війни тривало з'ясування іспано-португальських відносин.

## Передумови
Спочатку Іспанія тримала нейтралітет, але все змінилося, коли іспанський король Фернандо VI помер 1759 року і престол успадкував його молодший брат Карл III, який підписав 25 серпня 1761 так звану «Сімейну угоду» з Францією.
4 січня 1762 року Велика Британія оголосила Іспанії війну. Іспанія погодилася на прохання Франції атакувати нейтральну Португалію, яка була економічним партнером Великої Британії.

## Хід бойових дій
Відразу після проголошення війни Великою Британією до Буенос-Айреса відправили з Іспанії фрегат з наказом атакувати Колонію-дель-Сакраменто, засновану португальцями в 1680 році в зоні, яку іспанці вважали своєю. Губернатор Ріо-де-ла-Плати Педро Антоніо де Севальос зібравши необхідні війська і судна, у вересні 1762 року перетнув Ріо-де-ла-Плата, висадившись 14 вересня на північному березі. 1 жовтня до іспанців приєдналися 1200 індіанців, а 5 жовтня почалася облога португальської колонії. Португальці виявилися погано підготовленими до війни і 31 жовтня капітулювали.
Британська Ост-Індійська компанія вирішила організувати вторгнення в іспанські американські володіння і придбала у Адміралтейства два старих лінійних корабля. 30 серпня ця невелика ескадра під командуванням Роберта Макнамари вийшла з Лісабону і прибула до Ріо-де-Жанейро, де до неї приєдналися два португальських військових корабля і п'ять транспортів з 500 піхотинцями на борту. 2 листопада об'єднана англо-португальська ескадра вийшла з Ріо-де-Жанейро для атаки Буенос-Айреса і Монтевідео, але незабаром відмовилася від своїх намірів, оскільки виявилося, що іспанці добре підготувалися до бою.
6 січня 1763 року Макнамара вирішив відбити Колонію-дель-Сакраменто. До міста підійшли 60-гарматний британський «Лорд Клайв» (колишній «Кінгстон» 1697 року побудови) і 40-гарматний «Ембаскейд», а також португальська 38-гарматник «Глорія». Ставши на якір біля берега, вони почали обстріл, але несподівано отримали відсіч від іспанської берегової батареї. Після тригодинної перестрілки на «Лорді Клайва» спалахнула пожежа, швидко поширився по кораблю, в результаті якого той вибухнув і затонув. Серед 272 загиблих був і командир експедиції капітан Макнамара. Важко пошкоджені «Ембаскейд» і «Глорія» ретирувалися.
Навесні 1763 року Севальос вирушив зі своєю армією на схід, і 19 квітня взяв фортецю Санта-Тереза (біля сучасного міста Чуй на уругвайсько-бразильському кордоні). Потім їм були взята Санта-Текла і Сан-Мігель, і 24 квітня він прибув до Ріу-Гранді, де дізнався про укладення миру.

## Підсумки і наслідки
Відповідно до умов Паризького мирного договору всі завоювання Севальоса були повернуті Португалії в обмін на повернення Великою Британією іспанських володінь у 
?Центральній Америці.